# Boris Alexandrowitsch Lindener
Boris Alexandrowitsch Lindener (russisch Борис Александрович Линденер; * 30. Julijul. / 11. August 1884greg. in Malaja Piza, Gouvernement Nischni Nowgorod; † 10. September 1960 in Kirowsk) war ein russischer Mineraloge und Hochschullehrer.

## Leben
Lindener schloss das Gymnasiums mit einer Goldmedaille ab. Dann studierte er an der naturkundlichen Abteilung der physikalisch-mathematischen Fakultät der Universität Moskau bei Wladimir Iwanowitsch Wernadski mit Abschluss 1911. Seit 1909 war er Bibliothekar der Moskauer Gesellschaft der Naturforscher. Nach dem Abschluss des Studiums wurde er Assistent am Lehrstuhl für Mineralogie der Moskauer Schanjawski-Volksuniversität bei Alexander Jewgenjewitsch Fersman. Er stand im Kontakt mit Dmitri Iwanowitsch Muschketow, der 1907–1916 zusammen mit Dmitri Wassiljewitsch Naliwkin an der Expedition in das Ferghanatal unter Führung Wladimir Iwanowitsch Wernadskis teilnahm. 1913 wurde Lindener Kustos des Museums für Geologie und Mineralogie der Akademie der Wissenschaften (AN) in Petrograd und blieb es auch nach der Oktoberrevolution. Ab 1915 lehrte er Mineralogie an der Universität Petrograd (bis 1922).
Lindener war ein Experte der Spektroskopie der Minerale. Er organisierte Expeditionen für die AN und nahm 1914–1915 an Radium-Expeditionen teil. Er erschloss Vanadiumerzlagerstätten im Ferghanatal.
Am 17. Dezember 1926 wurde Lindener verhaftet und am 26. Juli 1927 vom Leningrader Stadtgericht wegen Veruntreuung von Staatseigentum zu 10 Jahren Freiheitsentzug und zu 5 Jahren Verlust der Bürgerrechte verurteilt. Er lehnte es ab, zur Erleichterung seines Schicksals gegen Fersman auszusagen. Er kam 1927 ins Solowezki-Lager und arbeitete dann in Medweschjegorsk am Bau des Weißmeer-Ostsee-Kanals mit. 1931 wurde er Chef eines Kontrolltrupps in einer Erzgrube und gleichzeitig  Leiter der geologischen Abteilung und 1932 Vizedirektor des Apatit-Kombinats. 1933 kam er nach Chibinogorsk (ab 1935 Kirowsk). 1934 erhielt er die Freiheit zurück.
1935 wurde Lindener Direktor des Hauses der Technik in Kirowsk. Er richtete das Geologische Museum des Apatit-Trusts ein und vervollständigte die Mineraliensammlung des Hauses der Technik. 1937 nahm er für den Apatit-Trust am XVII. Internationalen Geologie-Kongress in Moskau teil. Er richtete in Kirowsk ein Technikum für Montanwissenschaften und Chemie und ein Mineralienmuseum ein.
Während des Deutsch-Sowjetischen Krieges arbeitete er 1941–1943 in einer Phosphat-Grube im Rajon Werchnjaja Kama. Danach kehrte er nach Kirowsk zu seiner Arbeit im Haus der Technik zurück. 1957 ging er in den Ruhestand.

## Ehrungen
- Medaille „Für die Verteidigung des sowjetischen Polargebietes“ (1948)
- Medaille „Für heldenmütige Arbeit im Großen Vaterländischen Krieg 1941–1945“ (1948)